# Phare Molo de Abrigo de Iquique
Le phare Molo de Abrigo de Iquique (en espagnol : Molo de Abrigo de Iquique), est un phare situé à Iquique (Province d'Iquique) dans la  région de Tarapacá au Chili.
Il est géré par le Service hydrographique et océanographique de la marine chilienne. 

## Description
La première station de signalisation maritime a été mis en service en 1903. En 1932 le phare actuel  de 13,5 m, en fibre de verre, l'a remplacé. La tour est peinte en rouge rouge. Il émet, à une hauteur focale de 19 m, un  bref éclat rouge de 0.3 seconde par période de 10 secondes. Sa portée est de 14 milles nautiques (environ 26 km).

## Caractéristique dufeu maritime
Fréquence : 10 secondes (R)
- Lumière : 0.3 seconde
- Obscurité : 9.7 secondes

Identifiant :
- ARLHS : CHI-082
- Amirauté : G1968
- NGA : 111-1036 .

|          |
| Le phare |